# Galope montuvio
El galope montuvio es un género musical tradicional de la costa de Ecuador. Tuvo mucha popularidad en la ciudad de Guayaquil, por esta razón se le llamaba muchas veces "Galope guayaco". Es uno de los tantos géneros musicales que surgió de la adaptación de los bailes de salón a la cultura de Ecuador.

## Reseña

### Características musicales
Existe un tema que se llama específicamente "El Galope", a veces se escribe como "Er Galope" que se baila tradicionalmente en la costa de Ecuador para simbolizar la cultura montuvia. Busca representar la habilidad del montuvio galopando a caballo, algo que es común hacerlo descalso.
Uno de los "galopes" más famosos tiene la siguiente estrofa que describe la gastronomía tradicional de Ecuador:

Por ahí dicen que el melón
Es el rey de las frutas
El plátano a mí me gusta
Verde, amarillo y pintón
El plátano a mí me gusta
Verde, amarillo y pintón
Er Galope